# بن گرینهالگ
بن گرینهالگ (انگلیسی: Ben Greenhalgh؛ زادهٔ ۱۶ آوریل ۱۹۹۲) بازیکن فوتبال اهل بریتانیا است.
از باشگاه‌هایی که در آن بازی کرده‌است می‌توان به باشگاه فوتبال مایدستون یونایتد، باشگاه فوتبال اینتر میلان، باشگاه فوتبال اینورنس کالدنیون تیسل، باشگاه فوتبال کونکورد رانجرز، باشگاه فوتبال ولینگ یونایتد، باشگاه فوتبال ابسفلیت یونایتد، و باشگاه فوتبال کومو اشاره کرد.